# Yidalpta
Yidalpta is een geslacht van vlinders van de familie spinneruilen (Erebidae), uit de onderfamilie Calpinae.

## Soorten
- Y. flavagalis Guenée, 1854
- Y. selenalis Snellen, 1872
- Y. selenialis (Snellen, 1872)
- Y. thetys Felder, 1874